# Verdens travleste havn
Verdens travleste havn er en titel som både Rotterdam og Singapore tidligere hævdede at være i besiddelse af.
Rotterdam var størst målt i volumen på last mens Singapore var størst målt i vægt på last. Siden 2005 har Shanghai været den travleste havn både målt i volumen og vægt.